# Grote kroosvaren
De grote kroosvaren (Azolla filiculoides) is een varen uit de vlotvarenfamilie (Salviniaceae) De varen drijft op het water van sloten en grachten. De soort komt in Nederland vooral voor in Noordwest-Overijssel en Zuid-Friesland. In Zuid-Holland komt de soort in onder meer de Krimpenerwaard voor. Hoewel de grote kroosvaren een oud Europees flora-element is, wordt aangenomen dat deze soort tijdens onze tijd, het Holoceen, in Europa niet aanwezig was. Dit wordt echter door fossiele vondsten weersproken (zie bij 'fossiel voorkomen'). Desalniettemin wordt aangenomen dat het huidige Europese voorkomen het gevolg is van invoer uit Noord-Amerika.

## Bladeren
De korte stengels dragen veel kleine, elkaar overlappende blaadjes, die diep tweedelig zijn. In de herfst worden ze vaak roodachtig. Aan de onderzijde komen de sporen te zitten. In de bladholten leeft in symbiose met de grote kroosvaren de cyanobacterie Anabaena azollae van het geslacht Anabaena. Deze kan de stikstof uit de lucht binden, waardoor deze beschikbaar komt voor de plant. Daardoor kan de plant zich zeer snel vegetatief vermenigvuldigen, en zelfs elke twee tot drie dagen in biomassa verdubbelen. Per jaar kan tot 50 kg stikstof per ha gebonden worden. In Oost-Azië wordt Azolla pinata als groenbemesting in de natte rijstteelt gebruikt. Bij het afsterven van de planten komen de stikstofverbindingen in de grond.

## Fossiel voorkomen
De macrosporangiën van Azolla filiculoides zijn een belangrijk gidsfossiel in het Pleistoceen van Europa. De soort is een warm flora-element en komt uitsluitend tijdens het klimaatoptimum van interglacialen voor. Hoewel het oudst bekende voorkomen tijdens het Laat Tiglien bekend is, is de soort lange tijd vooral als kenmerkend beschouwd voor het Midden Pleistoceen, met name het Holsteinien. Lokaal worden macrosporangiën massaal in kleiige rivierafzettingen gevonden. De Midden Pleistocene afzettingen met Viviparus diluvianus die halverwege de twintigste eeuw in de Needse Berg ontsloten waren, zijn een bekend voorbeeld. Tijdens het Eemien en het vroege Holoceen zijn uit de Nederlandse ondergrond sporadisch enkele macrosporangiën aangetroffen. Waarschijnlijk zijn die met rivierwater vanuit Midden-Europa aangevoerd.

## Teelt
De soort is geïntroduceerd in vele gebieden van de Oude Wereld en gekweekt vanwege zijn stikstofbindende eigenschap. De soort leeft in symbiose met de blauwalg Anabaena azollae, die onderdak vindt in de holtes in de blaadjes. Hierdoor komt er stikstof beschikbaar voor gewassen, zoals rijst. Ook kan de soort gebruikt worden voor het verwijdering van stikstof uit meren om vervolgens als stikstofmeststof ingezet te worden. De soort is ingevoerd in verschillende gebieden, waaronder westelijk Europa, zuidelijk Afrika, tropisch Azië, Australië (waar het als inheems wordt beschouwd) en Nieuw-Zeeland. In sommige gebieden is de soort invasief geworden.